# Ayam goreng

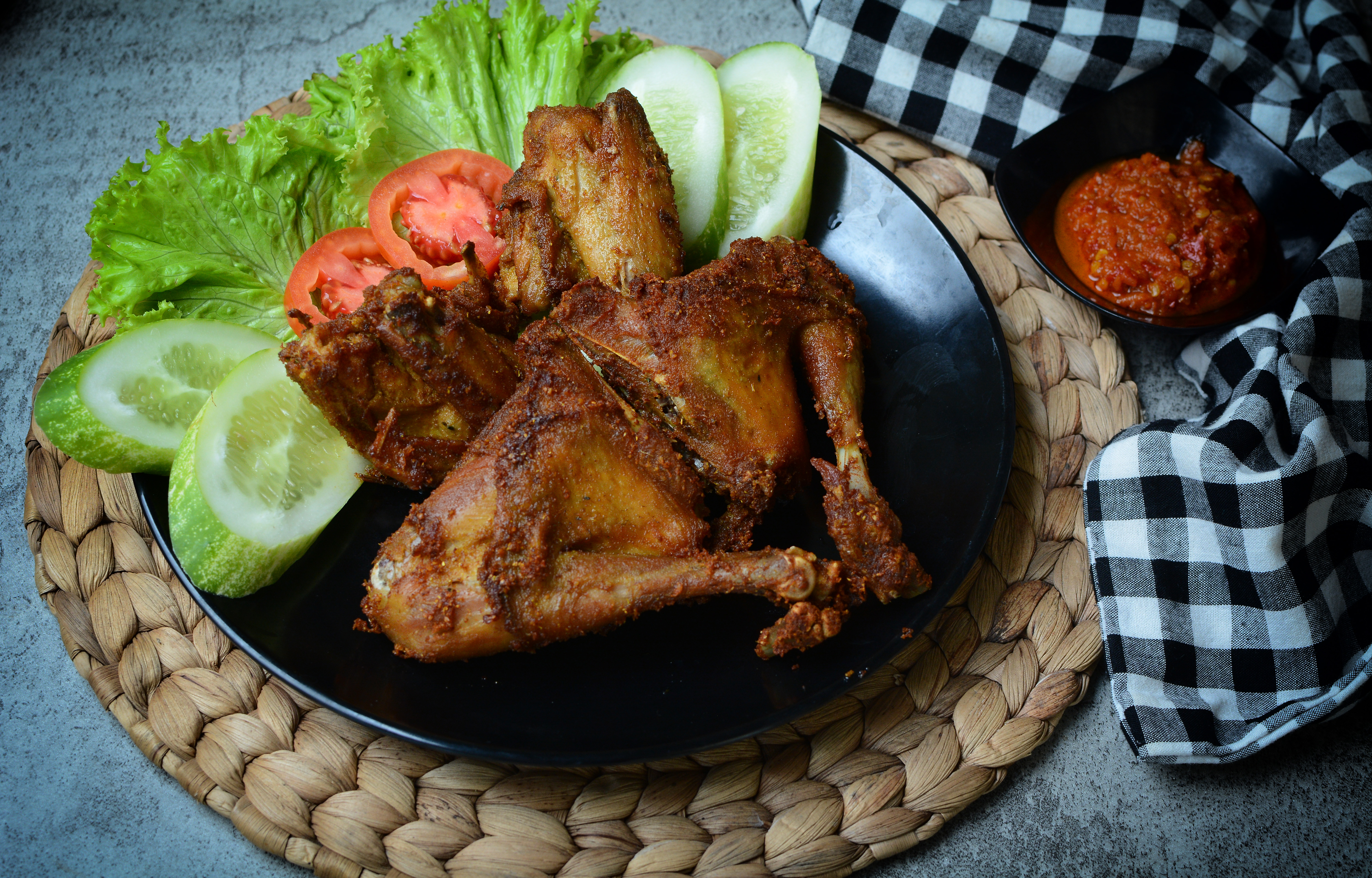
Ayam goreng kalasan

Ayam goreng là một món ăn từ thịt gà trong ẩm thực Indonesia và ẩm thực Malaysia, món này có nguyên liệu bao gồm thịt gà được chiên ngập dầu. Ayam goreng nghĩa đen là "gà rán" trong tiếng Mã Lai (bao gồm cả tiếng phổ thông của Indonesia và Malaysia) và cũng có trong nhiều ngôn ngữ khu vực Indonesia, như tiếng Java). Một số biến tấu của món Ayam goreng không phủ bột hay áo bột lên con gà mà nguyên liệu được tẩm ướp đậm đà với nhiều loại gia vị khác nhau.

## Chế biến
Hỗn hợp gia vị có thể khác nhau giữa các vùng miền, nhưng thông thường nó bao gồm sự kết hợp của hẹ xay, tỏi, lá nguyệt quế Ấn Độ, nghệ, sả, nước me, lai (trẩu xoan), riềng rồi thêm muối và đường. Các miếng thịt gà được ngâm và ướp trong một mớ hỗn hợp gia vị rồi để một lát trước khi chiên, việc này nhằm làm cho miếng gà thấm đẫm đều gia vị. Quá trình ướp có thể bao gồm viẹc làm nóng gà trong gia vị xay nhuyễn này để giúp gia vị thấm vào. Thông thường trước khi chiên giòn, Ayam goreng đã được nấu chín được phân nửa với màu hơi vàng đặc trưng của củ nghệ mà ở Java thì quá trình này được gọi là ungkep .
Sau đó, những miếng gà sẽ được chiên giòn ngập trong dầu ăn nóng, dầu ở đây có thể dùng dầu cọ hoặc dầu dừa. Gà được chiên kỹ cho đến khi vàng đều. Một số biến tấu ở Java là  ayam goreng kremes  có thể phủ thêm bột tẩm gia vị chiên giòn dưới dạng hạt giòn. Ayam goreng thường được dọn lên ăn chung với cơm trắng, sambal terasi (ớt với mắm tôm) hoặc sambal kecap (ớt xắt lát và hành tím trong nước tương ngọt) làm nước chấm hoặc gia vị và các lát dưa chuột và cà chua để trang trí. Các món Tempeh và đậu phụ chiên có thể được thêm vào làm món ăn phụ.

## Các biến tấu
- Ayam goreng lengkuas[3] còn gọi là hayam goreng Bandung một biến tấu ở Bandung[4]
- Ayam goreng Padang[5]
- Ayam pop[6]
- Ayam goreng balado[7]
- Ayam goreng lado ijo
- Ayam goreng Jakarta[8]
- Ayam goreng kalasan[9]
- Ayam goreng kremes[10]
- Ayam goreng serundeng[11]
- Pecel ayam
- Ayam geprek[12]
- Ayam penyet[13]
- Ayam goreng berempah
- Ayam goreng kunyit